# 大三元
大三元（だいさんげん）とは、麻雀における役のひとつ。白・發・中の3種類をすべて刻子または槓子にして和了した時に成立する。役満。副露可。

## 概要
大三元は、国士無双や四暗刻と並んで比較的成立しやすい役満として知られている。鳴いて手を作ることができ、しかも9枚しか手牌を制約しないため、役満の中では最も出現率の高い部類に入る。ただし、あがりやすい分警戒もされやすい。配牌に白發中の対子が揃っていても、すべてポンできるとは限らず、相手方の警戒が強い場合は2つ目さえ鳴けない場合もある。3つのうち少なくとも1つは自力で暗刻にしないと、大三元の和了は難しい。
使う牌の性質上字一色との複合が可能で、後述の通り四暗刻との複合も可能である。

## 牌姿の例
（例）高目大三元のケース / ドラは無関係の風牌
のシャンポン待ち。發で大三元となる。一筒の場合は小三元・白・中の満貫にしかならない。
（例）高目大三元のケース / 三元牌を2副露している場合
同じくのシャンポン待ちだが、この場合は2副露しているため、發の出アガリはそうそう期待できない。
（例）大三元確定のケース
待ち。すでに中を暗刻にしているこのようなケースが最も有利である。2副露により大三元が見えているだけに他家の手は止まり、場に1枚も見えていない中を掴んでしまった者はほぼオリに回る。しかし、このケースでは中を止めることで大三元の和了を阻止できるわけではなく、かつ、数牌のどの部分が待ちになっているか分からない上、待ちも広い。
（例）他の役満との複合 / 南4局 / 南家 / ドラは無関係の数牌
ツモ - 大三元と四暗刻が共に成立。役満またはダブル役満。
ロン - 大三元で役満。
ツモ - 四暗刻で役満。
ロン - 混一+混老+対々+三暗刻+役々+小三元で、三倍満または数え役満。

## 大三元の包
中と白を鳴いている者に対し發を切ってポンされた場合など、三元牌を2副露している相手に最後の1つを鳴かせ、3副露による大三元を確定させた者には包則（パオ）が適用される。その後大三元テンパイ者がツモ和了した場合は包になった者の一人払いに、ロン和了した場合は放銃者と包者の折半の支払いになる。役満祝儀の支払いもこれに準ずる。
（例）三元牌を2副露している者に対し、3種目を切ってそれをポンされる
ポンではなく大明槓された場合も包則は適用される。
自分が既に切っている三元牌の3種目を鳴き返しても、大三元の包は成立する。
（例）2副露のうち1つもしくは2つが暗槓であっても包は成立する
ルールによっては包自体を採用しないこともある。個々のルールにおける包則の採用状況については「責任払い#役満に対する包則の採用状況」を参照。

## 歴史
日本に麻雀が伝わった頃から小三元と共に存在する役で、別名として「三元和」や「三元中選」がある。